# Château Fantast
Le château Fantast (en serbe cyrillique : Дворац Фантаст ; en serbe latin : Dvorac Fantast) est situé près de Bečej, dans la province de Voïvodine et dans le district de Bačka méridionale, en Serbie. Il est inscrit sur la liste des monuments culturels protégés de la république de Serbie (identifiant no SK 1909).
Le château est également connu sous le nom de « château Dunđerski ».

## Château

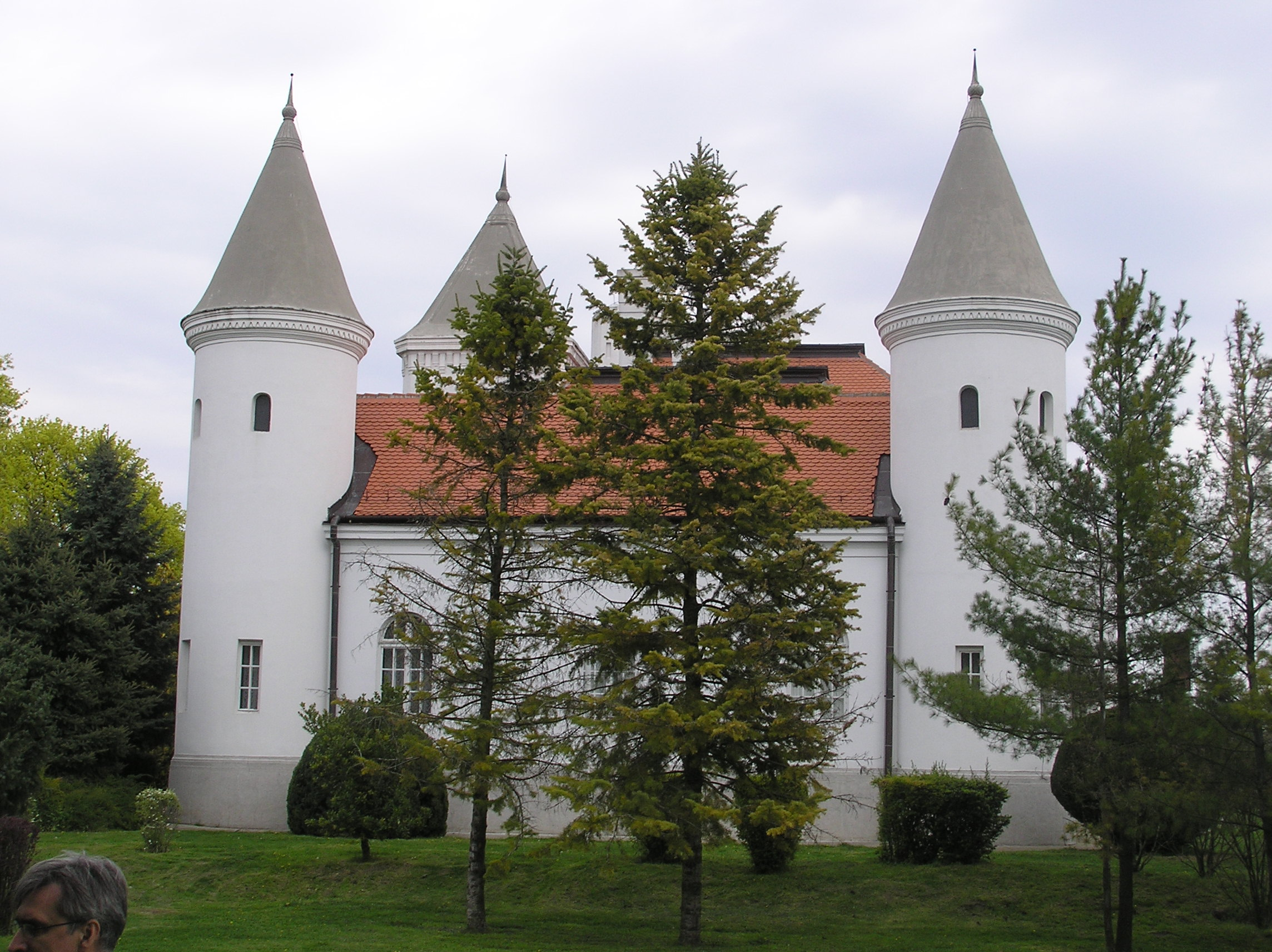
Autre vue du château

Le château se trouve à 15 km de Bečej, 60 km de Novi Sad et 135 km de Belgrade. Il a été construit pour Bogdan Dunđerski, un membre de la riche et puissante famille Dunđerski en plusieurs étapes en 1919 et 1920 et a été achevé en 1925.
La tour principale et les quatre tours d'angle ont été construites dans un style néo-gothique, tandis que la salle de réception et les deux entrées de l'édifice sont caractéristiques de l'architecture néo-classique.

## Chapelle
Dans le parc du château se trouve la chapelle funéraire de Bogdan Dunđerski, construite dans un style néo-byzantin et décorée par Uroš Predić, un peintre ami de Bogdan Dunđerski. Cette chapelle est inscrite sur la liste des monuments culturels de grande importance de la république de Serbie (identifiant no SK 1187).

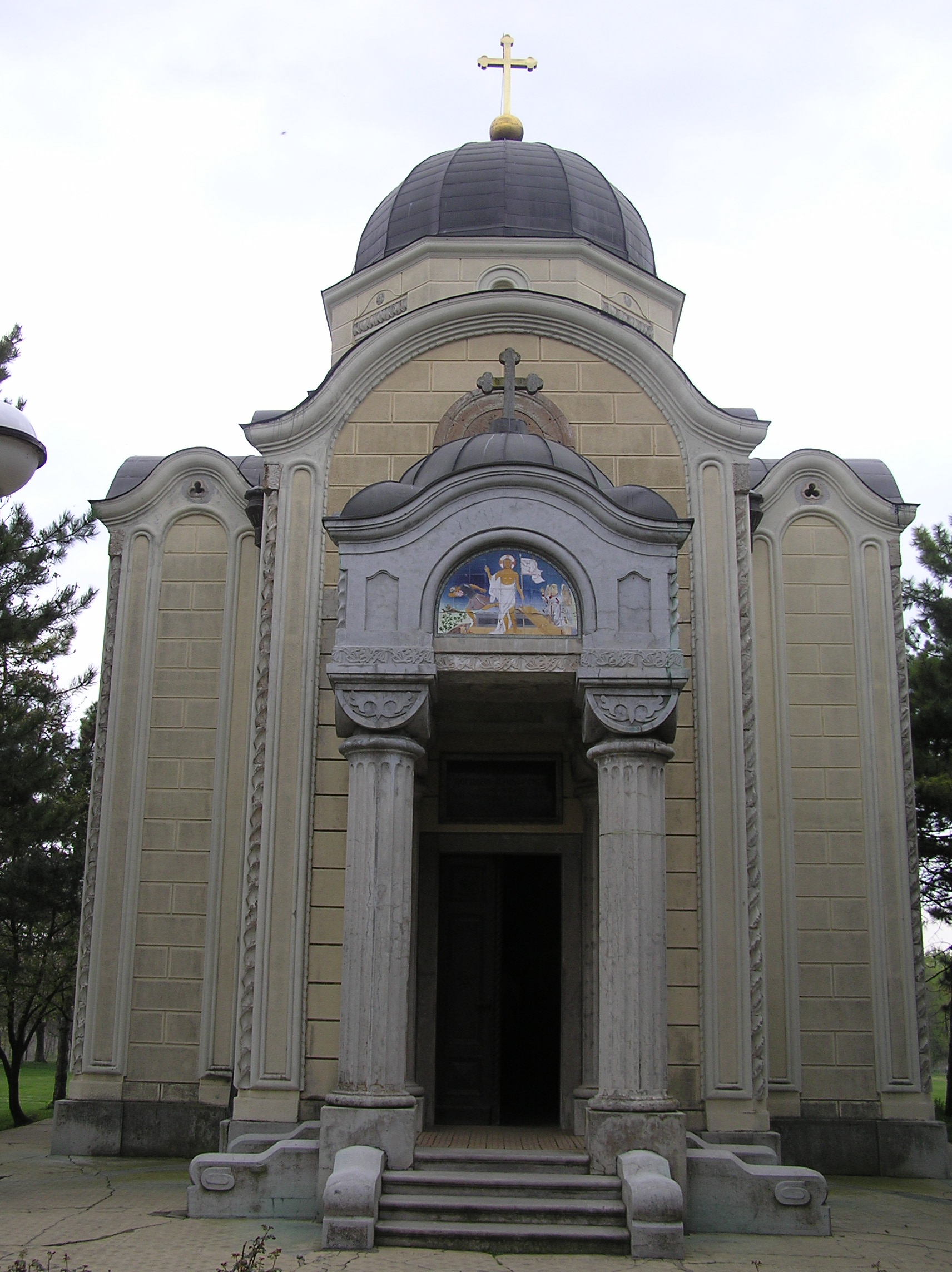
La chapelle funéraire de Bogdan Dunđerski, dans le parc du château

En 1940, Bogdan Dunđerski a légué le château et ses dépendances à la Matica srpska de Novi Sad mais, en 1945, l'ensemble a été nationalisé par l'État communiste. En 1983, le château est devenu un hôtel.

## Écuries
Dunđerski était un grand amateur de chevaux ; ses écuries en ont compté jusqu'à 1 400 : le plus connu d'entre eux, Fantast, a couru dans l'hippodrome de Belgrade en 1932 et y a remporté tous les prix. Le château lui doit son surnom actuel de « Fantast » et, encore aujourd'hui, des ossements de la tête et des cuisses de l'animal sont visibles dans une vitrine du château[réf. nécessaire]. Les écuries abritent encore un centre d'élevage et d'entraînement et accueillent environ 80 chevaux.